# Бициклистички клуб Црвена звезда
БК Црвена звезда је бициклистички клуб из Београда. Клуб је основан 1947. као део Спортског друштва Црвена звезда.

## Историја
Клубу су приликом оснивања помагали славни бициклистички посленици тога времена, Драго Давидовић и његов брат Душко - "Шајбер" (поправком и одржавањем бицикала и опреме, али и тренинзима). На првим такмичењима боје БК Црвена звезда бранио је Драгиша Јешић, један од наших најбољих бициклиста свих времена и један од тројице браће који су се посветили овом спорту.
Током 1948. године трагови БК Црвена звезда се губе, и тек 1994. године почиње да се поставља питање зашто нема Црвене звезде у једном тако атрактивном спорту као што је бициклизам, што 1995. доводи до обнављања клуба. 2004. године долази до спајања са клубом МТБ "Бајк", који је донео атрактиван вид бициклистичког спорта - брдски бициклизам.
Клуб посвећује велику пажњу својој школи бициклизма, у којој се поред рада на учењу вожње и тренинга, доста учи о саобраћајној култури и спортском понашању.